# Megalara garuda
Genre
Espèce
Megalara garuda est une espèce d’hyménoptère de la famille des Crabronidae découverte en 2011, et est en 2012 la seule du genre Megalara.

## Découverte
Cette espèce a été découverte simultanément deux fois en 2011 : la première au cours d’une expédition sur la biodiversité réalisée dans la région du mont Mekongga dans le Sulawesi du Sud-Est menée par l’entomologiste Lynn Kimsey (en), et la seconde par Michael Ohl dans la collection du musée d'histoire naturelle de Berlin. Les deux auteurs coopèrent dans la rédaction d’un article paru en 2012, afin de décrire l’espèce selon les normes scientifiques.

## Biologie

### Description
L’espèce présente un fort dimorphisme sexuel : le mâle est nettement plus gros que la femelle, de 35 à 45 mm pour le mâle contre 20 à 22 mm pour la femelle. D’importantes variations intraspécifiques sont aussi observables : les « petits » mâles de 25 mm ont des mandibules très proches de celles des femelles quand les plus grands spécimens présentent des mandibules hypertrophiées. La taille de ces appendices a d’ailleurs suscité ce commentaire de la part de Kimsey : « Ses mâchoires sont tellement longues qu’elles entourent la tête lorsqu’elles sont fermées. Quand les mâchoires sont ouvertes elles sont plus longues que les pattes avant. Je ne sais pas comment ils peuvent marcher. »

### Répartition
L’espèce est endémique de l’île de Sulawesi.

## Systématique
Cette espèce a été appelée temporairement Dalara garuda par Kimsey, la dénomination garuda faisant référence au Garuda de la mythologie hindoue, qui est l’un des symboles de l’Indonésie,. En mars 2012 l’article sur cet insecte, écrit conjointement par Kimsey et Ohl, est publié. Les auteurs estiment qu’il est probablement d’un genre nouveau Megalara et le renomment Megalara garuda après avoir supposé qu’il faisait partie du genre Dalara, morphologiquement très proche.